# Nayma Mingas
Nayma Mingas, nome artístico de Cláudia Carina Branco Lima Rodrigues Mingas (Lisboa, 25 de janeiro de 1974), é uma modelo angolana.

## Biografia
É filha de Ruy Mingas (cantor e ex-embaixador angolano, em Portugal) e de sua mulher Julieta Cristina da Silva Branco Lima.
Grava uma versão de "Amor dos Heróis do Mar com o projecto MDA.
Em 2004, lança o seu primeiro livro "Nayma - A Arte de um rosto perfeito" (ISBN: 972-20-2752-2) na editora Dom Quixote (Leya).
Em 2010 foi convidada para dar voz às canções da Princesa Tiana no filme da Disney "A Princesa e o Sapo. Ainda no mesmo ano, apresentou o programa "Projecto Moda",  versão portuguesa do "Project Runway".

## Carreira
Iniciou a sua carreira de modelo em Portugal. Trabalhou em países como Espanha, Brasil, França, Alemanha, e Áustria.

## Prémios
- 2010 - Divas Angola (Angola)
- 2008 - Prestige Award (Angola / Portugal)
- 2006 - Central FM, "Model of the Year" (Portugal)
- 2005 - Procópio Fashion (Portugal)
- 2004 - Fashion TV, "Best Runway Model"
- 2003 - "Sexier Publicity" - Campanha chocolate Jubileu  (Inglaterra)
- 2002 - Tropical "Model of the year" (Angola)
- 1999 - Montemor Fashion, "Model of the year" (Portugal)
- 1997 - NG, "Model of the Year" (Portugal)
- 1996 - NG, "Model of the Year" (Portugal)
- 1996 - Aiwé, "Prestige Award / Model of the Year" (comunidade PALOP na europa)
- 1993 - Oh Lisboa!, "Top 10 / Model" (Portugal)